# Bezděkov u Klatov
Bezděkov u Klatov – przystanek kolejowy w Bezděkovie, w kraju pilzneńskim, w Czechach. Położony jest na wysokości 400 m n.p.m. Znajduje się we wschodniej części miejscowości.
Na przystanku nie ma możliwości zakupu biletu, a obsługa podróżnych odbywa się w pociągu. 

## Linie kolejowe
- 183 Plzeň - Klatovy - Železná Ruda-Alžbětín
- 185 Horažďovice předměstí - Domažlice